# Cardepia arenbergeri
Cardepia arenbergeri är en fjärilsart som beskrevs av Rudolf Pinker 1974. Cardepia arenbergeri ingår i släktet Cardepia och familjen nattflyn. Inga underarter finns listade i Catalogue of Life.